# Maria Olczyk
Maria Olczyk (ur. 30 marca 1943 w Częstochowie, zm. 30 września 2002) – polska prządka i działaczka partyjna, poseł na Sejm PRL VII kadencji.

## Życiorys
Córka Zdzisława i Stanisławy. Uzyskała wykształcenie zasadnicze zawodowe. Była prządką, a następnie brygadzistką w Częstochowskich Zakładach Przemysłu Lniarskiego „Stradom”. Ukończyła także Wyższą Szkołę Partyjną przy KW PZPR w Częstochowie.
Do Polskiej Zjednoczonej Partii Robotniczej wstąpiła w 1963. Była w niej sekretarzem podstawowej organizacji partyjnej, od 1973 do 1975 zasiadała w Komitecie Miejskim partii w Częstochowie, a w latach 1975–1979 była członkiem częstochowskiego Komitetu Wojewódzkiego partii (w tym do 1978 jego egzekutywy). W 1975 była też delegatką na VII Zjazd PZPR. W 1976 uzyskała mandat posła na Sejm PRL w okręgu Częstochowa. Zasiadała w Komisji Pracy i Spraw Socjalnych oraz w Komisji Przemysłu Lekkiego. Od kwietnia 1978 do lipca 1981 była I sekretarzem Komitetu Zakładowego PZPR w Częstochowskich Zakładach Przemysłu Lniarskiego. W listopadzie 1980 ponownie zasiadła w KW partii w Częstochowie i jego egzekutywie.
Pochowana na cmentarzu Rakowskim w Częstochowie.

## Odznaczenia
- Srebrny Krzyż Zasługi